# Helena Valley Northwest (Montana)
Helena Valley Northwest es un lugar designado por el censo ubicado en el condado de Lewis and Clark en el estado estadounidense de Montana. En el Censo de 2010 tenía una población de 3482 habitantes y una densidad poblacional de 82,07 personas por km².

## Geografía
Helena Valley Northwest se encuentra ubicado en las coordenadas 46°43′46″N 112°3′29″O / 46.72944, -112.05806. Según la Oficina del Censo de los Estados Unidos, Helena Valley Northwest tiene una superficie total de 42.43 km², de la cual 42.42 km² corresponden a tierra firme y (0.02%) 0.01 km² es agua.

## Demografía
Según el censo de 2010, había 3482 personas residiendo en Helena Valley Northwest. La densidad de población era de 82,07 hab./km². De los 3482 habitantes, Helena Valley Northwest estaba compuesto por el 95.63% blancos, el 0.17% eran afroamericanos, el 1.72% eran amerindios, el 0.66% eran asiáticos, el 0% eran isleños del Pacífico, el 0.26% eran de otras razas y el 1.55% pertenecían a dos o más razas. Del total de la población el 3.02% eran hispanos o latinos de cualquier raza.